# Walter Rudolf
Walter Rudolf (ur. 8 maja 1931 w Solcu Kujawskim, zm. 1 października 2020 w Moguncji) – niemiecki profesor prawa, wykładowca na Uniwersytecie Jana Gutenberga w Moguncji, członek wielu międzynarodowych organizacji, działacz na rzecz pojednania polsko-niemieckiego.
Honorowy Obywatel Solca Kujawskiego.

## Rodzina
Jest synem Philippa Rudolfa – autora monografii o historii Solca Kujawskiego napisanej w 1936. Żonaty z dr Ingą Rudolf. Ma troje dzieci.